# Villa Morelos (Michoacán)
Villa Morelos es una localidad del estado mexicano de Michoacán de Ocampo, cabecera del municipio de Morelos.

## Toponimia
El nombre prehispánico fue Guango, voz en lengua purépecha. El nombre de Morelos tuvo la finalidad de honrar al padre de la patria, José María Morelos y Pavón.

## Historia
El pueblo de Huango adoptó el de Villa Morelos el 28 de mayo de 1898, el municipio fue nombrado "municipio de Morelos" los últimos días del año de 1900, y dado a conocer la primera semana de 1901, este cambio sucedió durante la etapa porfirista, mientras era gobernador del estado de Michoacán Aristeo Mercado.

## Geografía
Se encuentra aproximadamente en la ubicación 19°38′43″N 101°14′13″O / 19.64528, -101.23694, a una altitud de 1981 m s. n. m.

## Economía
Las principales actividades económicas de la localidad son la agricultura, la ganadería y el comercio.

## Población
Según el censo de 2020, Villa Morelos tiene una población de 2526 habitantes lo que representa un crecimiento promedio de 0.33 % anual en el período 2010-2020 sobre la base de los 2446 habitantes registrados en el censo anterior. Con una superficie de 2.969 km², al año 2020 la densidad poblacional era de 850,9 hab/km². El 47.6 % de la población (1203 personas) eran hombres y el 52.4 % (1323 personas) eran mujeres.
En el año 2010, Villa Morelos estaba clasificada como una localidad de grado medio de vulnerabilidad social, aunque persistían deficiencias de acceso a la educación (993 personas con educación básica incompleta) y a la salud (1078 personas sin derecho a la servicios de salud).